# Torvhund
Torvhundar är arkeologiska fynd av tamhundar från mesolitisk tid (mellanstenåldern) och neolitisk tid (yngre stenåldern) som gjorts i torvmossar runt om i norra, västra och mellersta Europa: från Alperna till Ladoga, Sør-Varanger och Star Carr i North Yorkshire. Skelettdelarna har daterats till 8 400 - 3 100 fvt. De första fynden dokumenterades 1861 av den schweiziske zoologen Ludwig Rütimeyer. Hans fynd rörde den s.k. pålbyggnadskulturen, hundfynden benämndes därför Canis familiaris palustris (tamhunden från kärren).
Viktiga fyndplatser i Sverige har varit Alvastra pålbyggnad vid Dagsmosse i Östergötland samt Skateholmsboplatsen nära Trelleborg och Ageröds mosse vid Ringsjön i Skåne. Den senare fyndplatsen har kopplats till den s.k. Maglemosekulturen.
De fynd som gjorts har haft likheter med pariahundar och spetshundar. Företrädare för vissa moderna hundraser vill gärna låta påskina att just deras ras härstammar mer direkt från torvhundarna än vad andra hundraser gör, men några sådana belägg finns inte.
Från samma tidsperiod härrör ett antal skelettfynd som visar att det redan då fanns hundar av olika typ: Canis familiaris inostranzewi var av en större och tyngre typ från yngre stenåldern som först hittades vid Ladoga och senare i Schweiz, Tyskland, Danmark och England. Canis familiaris leinieri från yngre stenåldern som hittats vid Bodensjön har tolkats som vinthundsliknande. Canis familiaris poutiatini från yngre stenåldern hittades först nära Moskva och har klassats som en schenzihund liknande dingon. Canis familiaris intermedius från yngre stenåldern (det första fyndet var från bronsåldern och hittades i Österrike) har hittats på flera håll i Europa och har tolkats som en braquehund eller stövare.
Från slutet av denna tidsperiod finns hundar av flera typer avbildade i det forntida Egypten, främst tesem.